# 沈韋汝
沈韋汝（1985年11月30日—），藝名韋汝，出生於台灣桃園市，畢業於淡江大學英文學系。台灣女藝人，在主持、演戲、廣告各方面皆活躍。2018年加入無綫電視台灣製作中心。

## 經歷
韋汝出生於桃園，自15歲起開始接受演藝訓練，早年曾經與許孟哲、王傳一拍過廣告，之後陸續拍過大約至少150支的廣告與雜誌封面，上大學之後開始往主持、戲劇方面發展。在節目《小氣大財神》中以助理主持人「小天使」身分大放異彩，大大提高知名度。
2010年，與樺福建設老闆兼遠東航空總經理張綱維生下一子，同年在峇里島結婚，但未於台灣登記結婚。經歷未婚生子風波，韋汝淡出演藝圈三年後，在2012年中重返螢光幕，第一個上的通告即是她曾與納豆合作主持的《電玩快打》。

## 主持作品

### 電視節目
| 年份           | 頻道       | 節目                                                                   | 備註           |
| -------------- | ---------- | ---------------------------------------------------------------------- | -------------- |
| 2005年～2007年 | 中天娛樂台 | 《小氣大財神》                                                         | 助理主持       |
| 2005年～2007年 | 中視       | 《我猜我猜我猜猜猜》                                                   | 外景节目主持人 |
| 2007年         | 中視       | 《超級星光大道》                                                       | 後台訪問主持人 |
| 2008年         | 三立都會台 | 《完全娛樂》                                                           | 代班主持       |
| 2008年         | TVBS-G     | 《食尚玩家》                                                           |                |
| 2008年         | 緯來綜合台 | 《電玩快打》                                                           |                |
| 2008年         | 中天娛樂台 | 《黃金B段班》                                                          |                |
| 2016年         | friDay購物 | 《friDay瞎拼購》                                                       |                |
| 2017年         | 三立都會台 | 《愛玩客之移動廚房》                                                   |                |
| 2018～2019年   | J2         | 《就是愛美麗》2-4輯                                                    |                |
| 2019年         | 翡翠台     | 《東京血拼攻略》                                                       |                |
| 2019年         | J2         | 《吃貨攻略》1-2輯 《100%吸引力法則》 《血拼全世界》 《閃過台北聖誕節》 |                |
| 2020年         | J2         | 《跨年的101種玩法》 《吃貨攻略》第3輯 《吃貨攻略・高雄》               |                |
| 2020年         | 翡翠台     | 《台灣原味道》（第二輯）                                               |                |
| 2023年         | TVBS       | 《健康2.0》                                                            |                |
| 2024年         | TVBS歡樂台 | 《食尚玩家-Hello腹餓代》                                               |                |

## 演出作品

### 電視劇
| 年份   | 頻道       | 劇名              | 角色                |
| ------ | ---------- | ----------------- | ------------------- |
| 2006年 | 東森電視台 | 艾曼紐要怎樣      |                     |
| 2006年 | 客家電視台 | 魯冰花            |                     |
| 2006年 | 中視       | 國光異校          |                     |
| 2006年 | 衛視中文台 | 驚異傳奇─人皮面具 | 金小艾/夏秋芳變臉後 |
| 2007年 | 華視       | 至尊玻璃鞋        | 鐵二姐              |
| 2014年 | 大愛電視台 | 春暖向陽天        | 吳欣穎              |
| 2014年 | 中國大陸   | 天后之征          | 琦琦                |
| 2015年 | 民視       | 廉政英雄          | 徐彩霞              |
| 2015年 | 民視       | 星座愛情牡羊女    | 李正敏              |
| 2015年 | 中天綜合台 | PMAM之慾望俱樂部  |                     |
| 2015年 | 大愛電視台 | 吉姊當家          | 張曉燕              |
| 2015年 | 大愛電視台 | 如果還有明天      | 醫院志工            |
| 2017年 | 大愛電視台 | 奔跑吧！阿飛      | 秀菊                |
| 2018年 | 華視       | 莒光園地 佈局     | 韋汝                |

### 微電影/電影短片
- 2013年《倆個人如果在一起》飾 餐廳店長

### 電影長片
- 2016年《櫥窗人生》飾 林康偉前妻

## 言論及爭議
- 2018年5月，在節目《一袋女王》上爆料其好友小甜甜硬搭順風車、幫她冒名到超商取貨等壞習慣， 該集節目以「韋汝控訴小甜甜壞習慣，凡事都順便讓人超無言」為題播出。小甜甜其後在IG火大反駁，怒斥韋汝說謊，同時展示她向韋汝求證時的對話截圖。最後韋汝在臉書上公開道歉[3]。

## 外部連結
- TVBS 頂尖事務所 - 韋汝 （页面存档备份，存于）
- 韋汝 粉書團的Facebook專頁
- 沈韋汝的Instagram帳戶
- YouTube上的我是韋汝頻道